# Citlaltépetl
A Citlaltépetl, más néven Pico de Orizaba vagy Montaña de Estrella (Csillaghegy) Mexikó legmagasabb hegye. Magassága különböző források szerint 5610, 5636, 5675, 5700 vagy 5747 méter.

## Elhelyezkedés
A Citlaltépetl a Vulkáni-kereszthegység egyik legkeletebbi hegye. Csúcsa Veracruz (állam) állam La Perla és Calcahualco községeinek és Puebla állam Atzitzintla, Chalchicomula de Sesma és Tlachichuca községeinek határán emelkedik.

## Története
A vulkán keletkezésének három fő fázisát különböztetik meg. Az első körülbelül 1 millió évvel ezelőtt volt, ekkor alakult ki a rétegvulkán alapja. A második korszak 100 000 évvel ezelőtt kezdődött és mintegy 33 000 évvel ezelőttig tartott, ekkor alakult ki a kaldera és több andezites-dácitos lávakúp. A harmadik korszak során, mely körülbelül 19 000 éve kezdődött, egy új vulkáni kúp alakult ki, mely befedte a korábbit a lávakúpokkal együtt. Ebben az időszakban számos andezites lávafolyás és piroklaszt ár fordult elő.
13 000 éve egy nagy salaklavina történt, a 4600 és 4040 évvel ezelőtti időpontok között pedig piroklaszt árak sorozata következett be. A 700-as évtől gyakran folyt ki láva a kráterből: 1537-ben például északi és északkeleti irányban, 1545-ben, 1566-ban és 1613-ban pedig délre. 1867-ben volt az utolsó robbanásos kitörése, azóta csak füstölög.

## Megfigyelőállomások a vulkánon
Mivel a Citlaltépetl a mai napig aktív vulkán, a tudósok úgy döntöttek, állandó megfigyelőállomásokat építenek fel rajta, melyek folyamatosan mérik a szeizmikus adatokat, ezáltal segítik az esetleges kitörések előrejelzését, így a lakosság időben figyelmeztethető a veszélyről.
Az első, Halcón (Sólyom) nevű állomást 1998. március 20-án avatták fel, a CENAPRED (Centro Nacional de Prevención de Desastres, azaz a Nemzeti Katasztrófamegelőzési Központ), a xalapai egyetem és Veracruz állam polgári védelmi egyesületének közreműködésével. Az állomás 4150 m-es magasságban helyezkedik el a hegy északi oldalán.
2001. június 22-én helyezték üzembe a második, Chipe nevű állomást, ennek működtetésében az előbbi három egységen kívül a pueblai BUAP egyetem és az állam polgári védelmi szerve is részt vesz. A Chipe a vulkán déli lejtőjén, 4437 m magasságban található.

## Megmászása
A Citlaltépetlet számos hegymászó keresi fel. Megmászásához legcélszerűbb az októbertől júniusig tartó időszakot választani, mivel ilyenkor az idő viszonylag száraz, kevés eső hull. Az idelátogatók számos szervezett túra közül választhatnak.
Az egyik kedvelt útvonal az, amikor Tlachichucából terepjáróval felmennek a mintegy 4200 m magasan fekvő Piedra Grandéhez, ahonnan gyalog folytatják a mászást a Jamapa-gleccser mentén, de a déli oldalon 4660 m-es magasságban található Fausto González Gomar nevű turistaházból is indul egy népszerű útvonal.
A tapasztaltabb hegymászók választhatják a keleti útvonalat is, ahol útközben nincs kiépített szálláshely. Ez az útvonal a következő: Orizaba város – La Perla – Xometla – Agua Escondida – San Miguel de Arriba – Paso de León – Torrecillas – a csúcs.

## A Pico de Orizaba Nemzeti Park

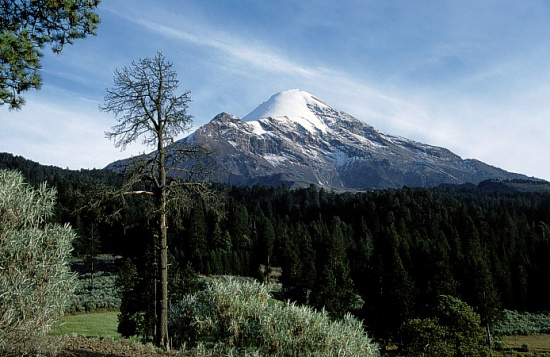
A hegy látképe

A csúcs körül létrehozott, 19 750 hektáros nemzeti park az ország legrégebbi védett területei közé tartozik: 1937. január 4-én hozták létre. A hegy alacsonyabb részein előforduló élővilágra a legnagyobb veszélyt az illegális fakitermelés jelenti.

## A hegy legendája
Mesélik, hogy réges-rég, az olmékok idejében élt a környéken egy szépséges és bátor harcosnő, Nahuani, akinek leghűségesebb társa egy Ahuilizapan nevű sas volt. Bármilyen erős és szenvedélyes is volt Nahuani, egyszer egy nagy csatában vereséget szenvedett. Fájdalmában Ahuilizapan felrepült a magasságos égbe, majd lezuhant onnan, és ahol földet ért, lassacskán egy hatalmas hegy kezdett kialakulni. A sas bánata és mérge évszázadokon keresztül megmaradt, és ennek kirobbanásai okozták a vulkán kitöréseit a történelem során.